# Donato Paolo Conversi
Pour les articles homonymes, voir Conversi.
Donato Paolo Conversi (Matera, v. 1697 - Turi, ap. 1760) est un des peintres italiens de la famille Conversi.

## Biographie
Donato Paolo Conversi est né à Matera mais s'établit durablement à Turi.   
Le 11 février 1720 il épouse Perna Micuti provenant d'une famille fortunée qui lui donne  neuf enfants. 
En 1745 il fait partie du consiglio comunale élu par les propriétaires. Il est de nouveau élu en 1754. 
À partir de 1756, le nom de Donato Paolo Conversi disparaît  du Stato delle Anime et des Registri.  
Ses réalisations sur toile ou à fresque sont essentiellement à thème religieux.

## Œuvres
- San Francesco da Paola (1722) 3,14 × 2,09 m, église del Purgatorio à Casamassima.
- Madonna del Carmine e Santi (1722), église San Giovanni Battista, Turi.
- San Francesco riceve le Stimmate (1733), église San Giovanni Battista, Turi.
- San Pietro d’Alcantara e Santa Teresa d’Avila, église San’Oronzo sulla Grotta, Turi.
- Storie di Sant’Antonio da Padova, fresques ovales, chapelle San Antonio, église San Giovanni Battista, Turi.
- Storie di Sant’Antonio e San Domenico, fresques signées Conversi Pin. 1751, église Scolopi di San Domenico, Turi.
- San Francesco in adorazione del Cristo trionfante, fragment de fresque, église San Giovanni Battista, Turi.